# Moya (Cuenca)
Moya – gmina w Hiszpanii, w prowincji Cuenca, w Kastylii-La Mancha, o powierzchni 91,73 km². W 2011 roku gmina liczyła 199 mieszkańców.